# Sycon sycandra
Sycon sycandra är en svampdjursart som först beskrevs av Lendenfeld 1895.  Sycon sycandra ingår i släktet Sycon och familjen Sycettidae. Inga underarter finns listade i Catalogue of Life.